# NSU Prinz
NSU Prinz — автомобіль, що випускався NSU Motorenwerke AG в Західній Німеччині з 1957 по 1973 рік.

## NSU Prinz 30

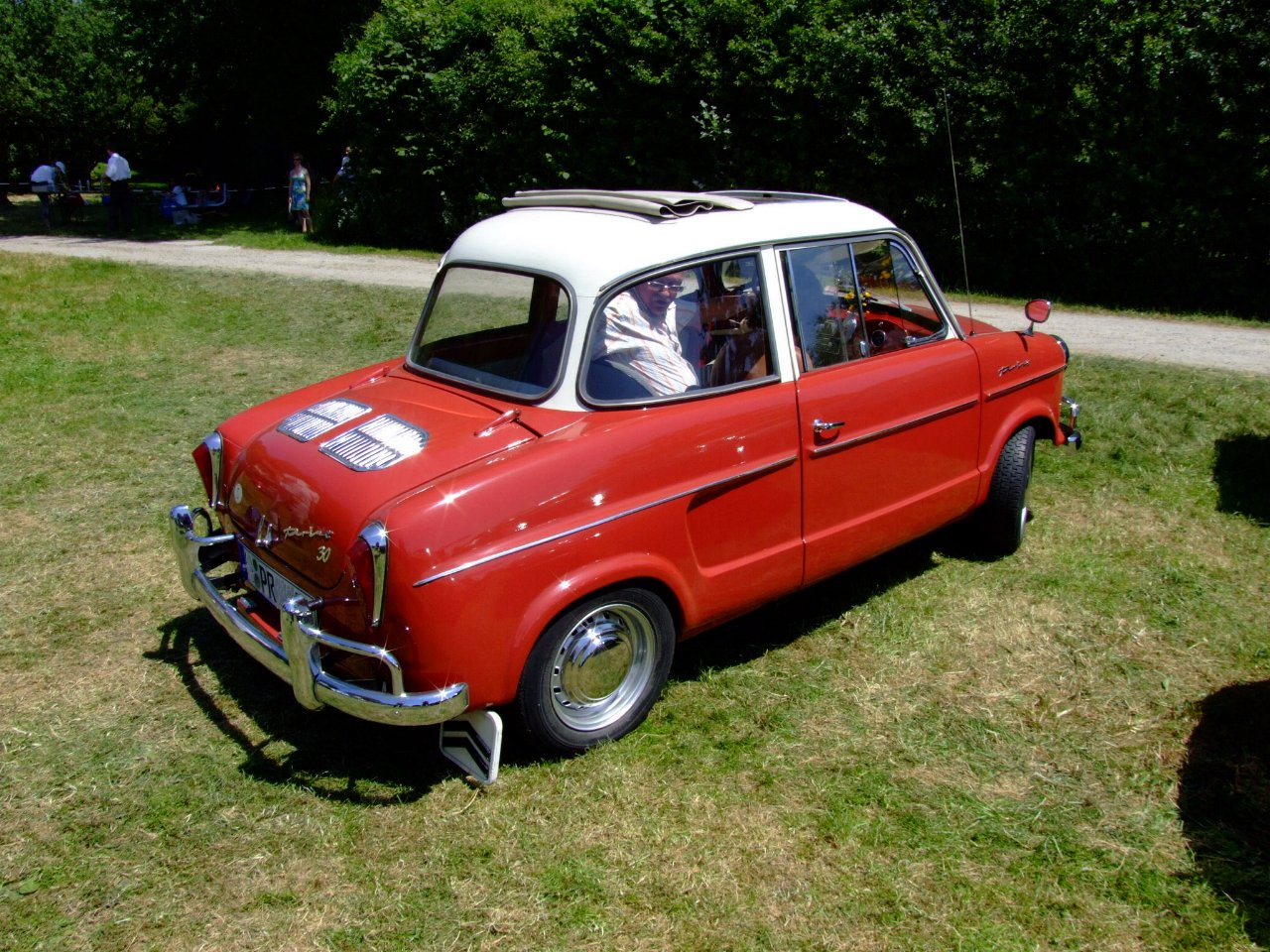
NSU Prinz 30

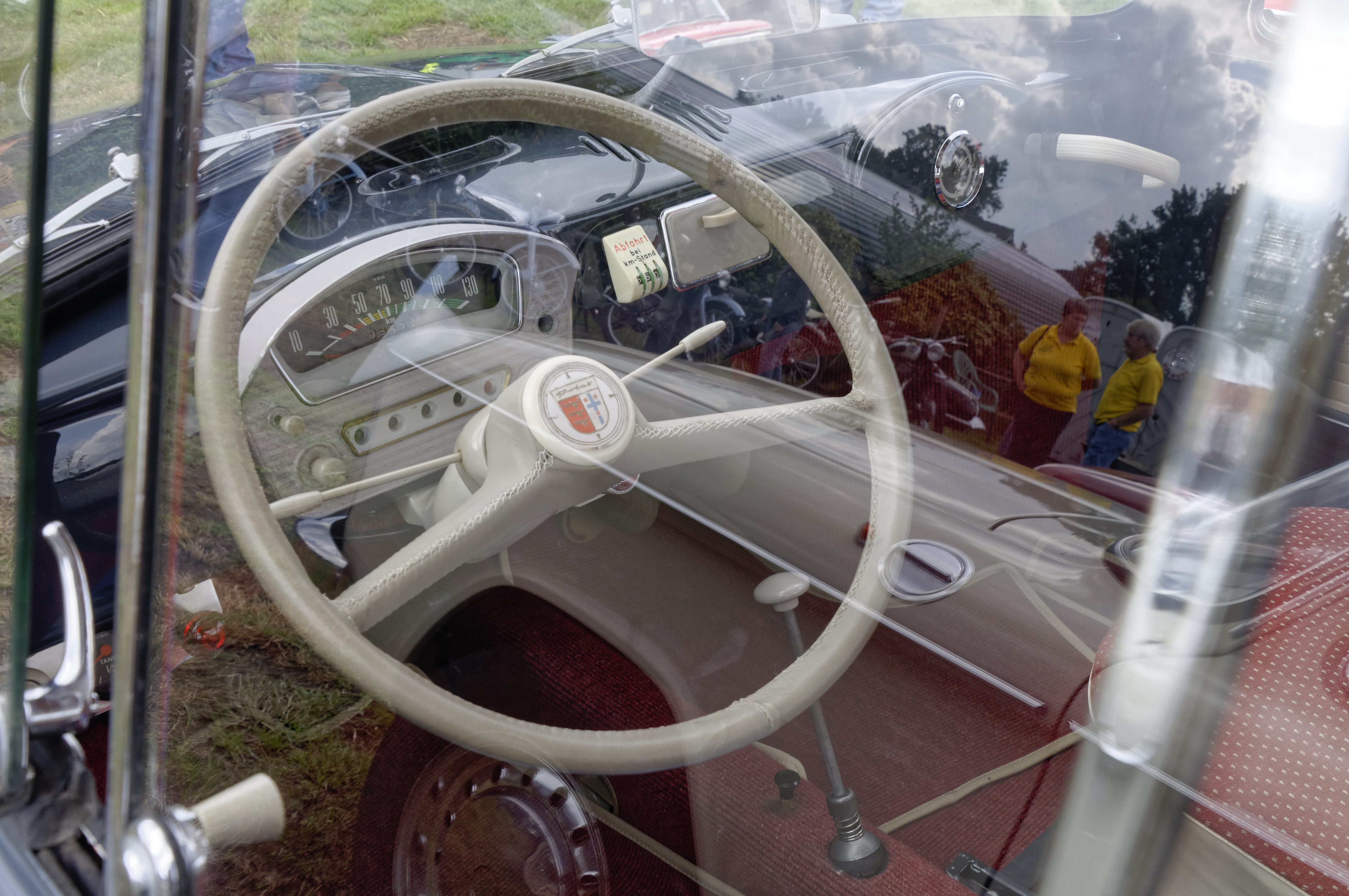

Перший післявоєнний автомобіль NSU з'явився в 1957 році і супроводжувався слоганом «Fahre Prinz und Du bist Koenig» («Керуй „Принцом“ і будеш королем»). Prinz першого покоління мав дводверний кузов з заднім рядом сидінь. Двері були досить широкими, що дозволяло пасажирам легко сідати на задній ряд, проте простір для ніг був сильно обмежений і чотирьом дорослим людям доводилося дуже тісно. Багажне відділення розташовувалося спереду, там же знаходилися запасне колесо і паливний бак. На додаток до цього був невеликий простір позаду задніх сидінь, що дозволяло розмістити в ньому невелику валізу.
Гучний 2-циліндровий двигун об'ємом 583 см³ і потужністю 20 к.с. (15 кВт) знаходився в задній частині автомобіля. Пізніші версії мали 4-ступінчасту синхронізовану коробку передач.
Двигун, коробка передач і головна передача знаходилися в одному відсіку, що забезпечувало швидке обслуговування. Незважаючи на сильний шум, двигун подавався як економний і довговічний і нагадував про NSU, як про виробника мотоциклів в минулому. У 1959 році в модельний ряд додано невелике купе Sport Prinz.
Всього було виготовлено 94 549 автомобілів (Prinz I, Prinz II, Prinz III, Prinz 30 і Prinz 30E).

### Двигун
- 583 см³ I2

## NSU Sport Prinz

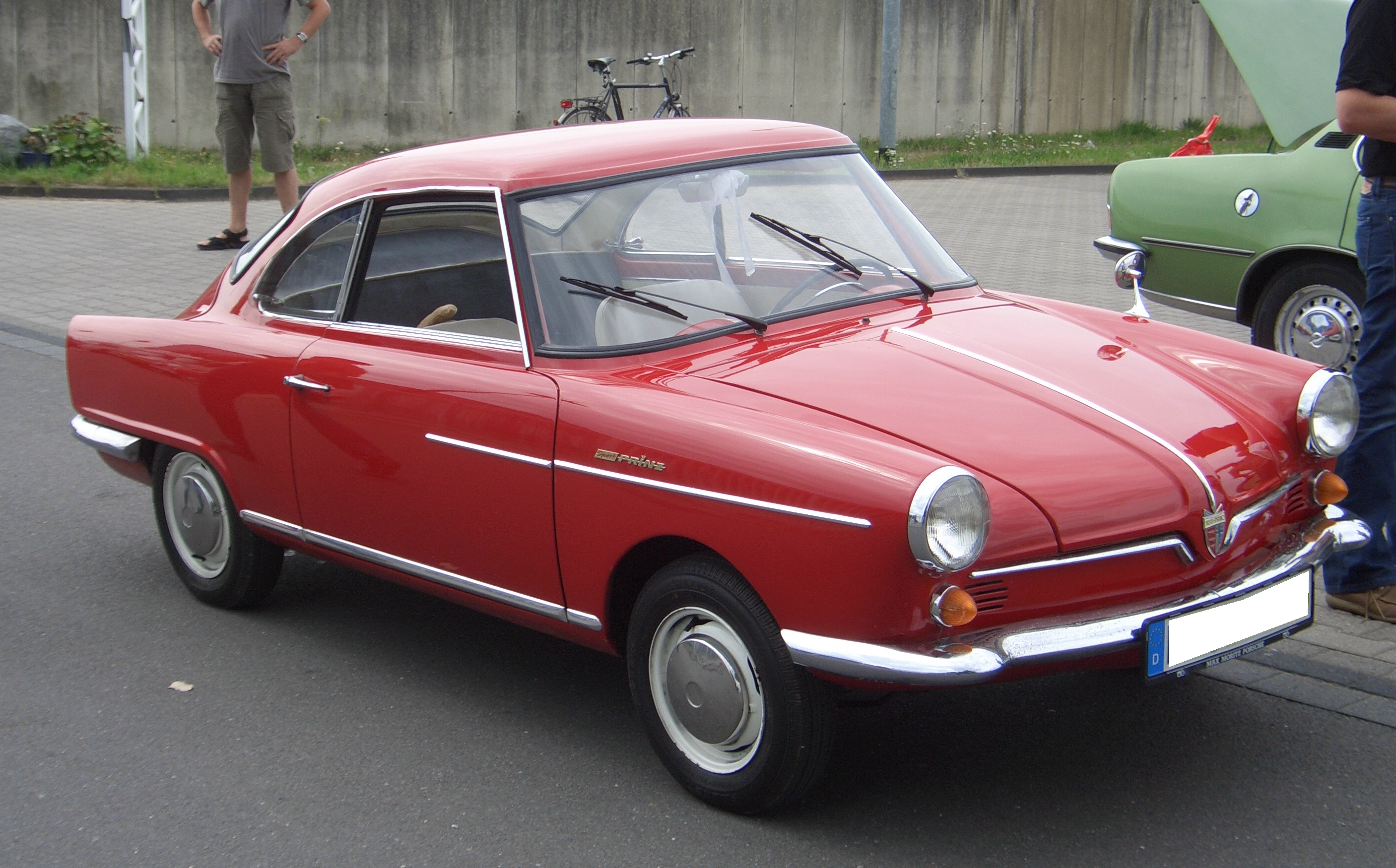
NSU Sport Prinz

Sport Prinz був розроблений Франко Скальоне (англ. Franco Scaglione) на студії Bertone в Турині, Італія. У період між 1959 і 1967 роком випущено 20 831 автомобілів. Перші 250 кузовів зроблені в Турині, інші випускалися в місті Неккарзульмі фірмою Drautz, пізніше купленою NSU.
Спочатку моделі мали рядний 2-циліндровий двигун Prinz 30 об'ємом 583 см³, здатний розганяти машину до 120 км/год. Пізніше, з 1962 року, на Sport Prinz стали встановлюватися двигуни об'ємом 598 см³ потужністю 30 к.с.

### Двигуни
- 583 см³ I2
- 598 см³ I2

## NSU Prinz 4, Prinz 4S і Prinz 4L (Typ 47)

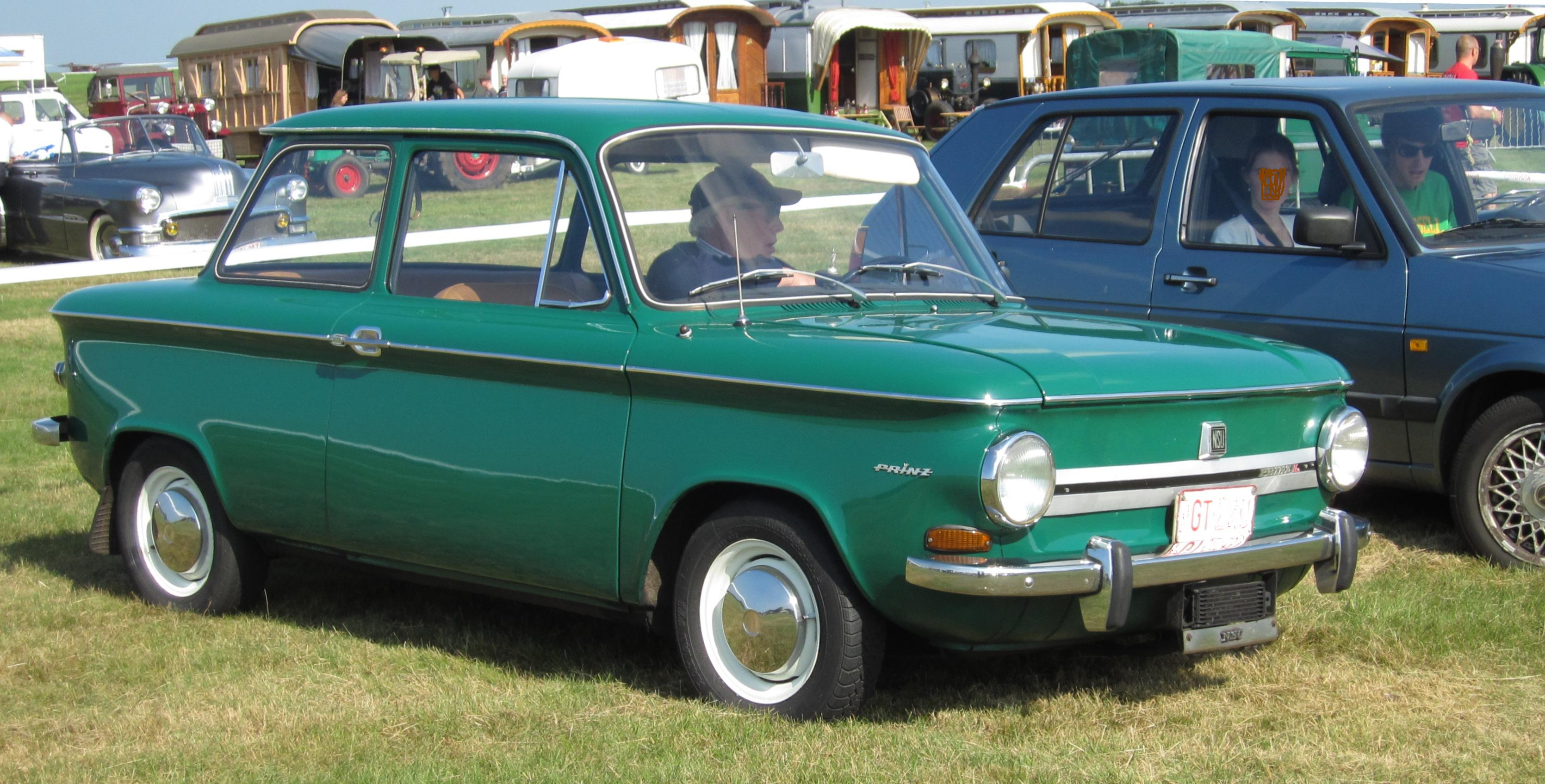
NSU Prinz 4

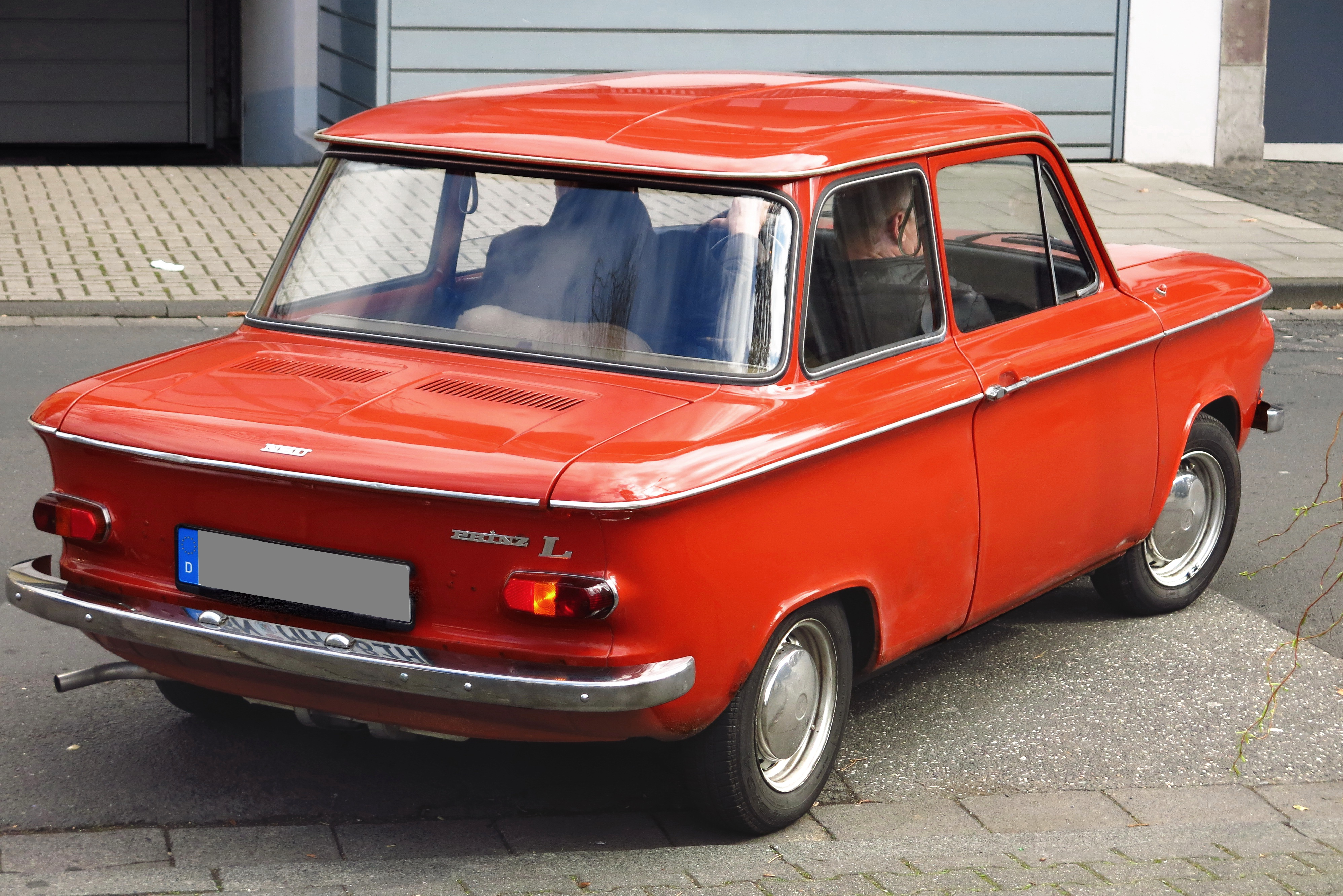

NSU Prinz 4 представлений у Франкфурті в вересні 1961 року і змінив оригінальний Prinz. Він мав новий кузов, схожий на Chevrolet Corvair, але зрозуміло, набагато менших розмірів. Як і перший Prinz, він мав двоциліндровий двигун об'ємом 598 см³ потужністю 30 к.с. з повітряним охолодженням, що розташовувався в задній частині машини. Prinz 4 був значно поліпшений в порівнянні зі своїми попередниками. Двигун успадкував ексцентрикову тягу від мотоциклів NSU і мав вбудований комбінований стартер-генератор. Пізніше на чотирициліндрові двигуни ставились роздільні стартер і генератор.
У 1968 році британський журнал Autocar провів випробування NSU Super Prinz. Раніше, в 1962 році журнал тестував Prinz 4 і критично відгукнувся про нього. Максимальна швидкість склала 113 км/год, прискорення до 97 км/год зайняло 35,7 секунд. У той час у Великій Британії діяли високі митні тарифи та вартість NSU Prinz склала £ 597 проти £ 561 у головного конкурента Mini 850. Тестери заявляли про конкурентоспроможність машини в своєму класі і хорошій якості збірки.
Переважна більшість автомобілів за останні кілька років виробництва були продані Італії; у 1968—1970 рр. Це було 123 338 із 170 080 вироблених одиниць, тобто 72,5 %. Загалом за дванадцять років було побудовано 576 023 одиниць NSU Prinz 4, Prinz 4S та Prinz 4L.

### Двигун
- 598 см³ OHV I2

## NSU Prinz 1000, TT

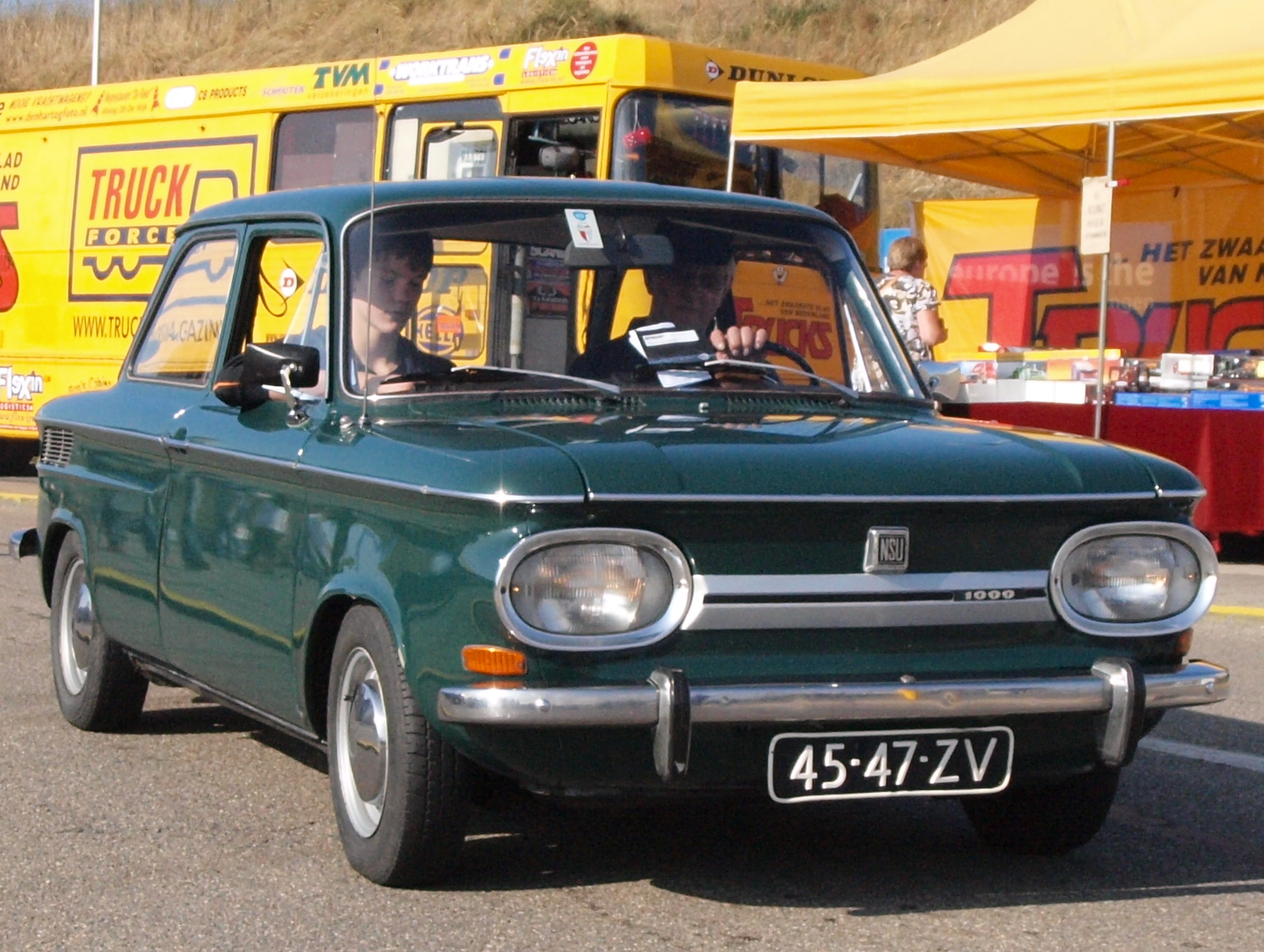
NSU 1000 C

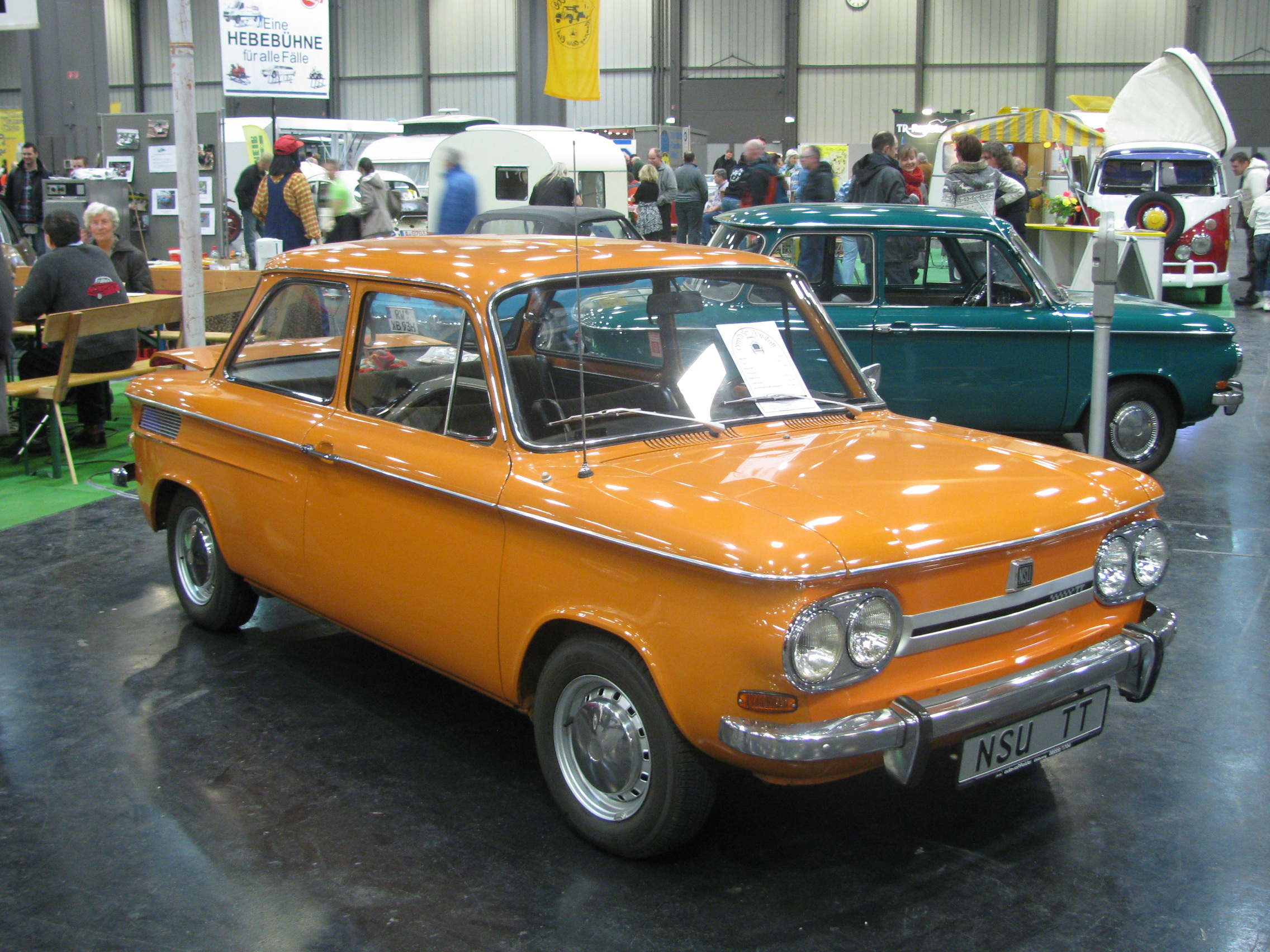
1969 NSU TT

NSU Prinz еволюціонував у дещо більший кузов NSU Prinz 1000 (Typ 67a), представлений на Франкфуртському автосалоні 1963 року. Також з'явився спортивний NSU 1000 TT (з 1,1-літровим двигуном), який пізніше був представлений як моделі NSU (1200) TT та NSU TTS. Всі вони мали однаковий кузов з рядними чотирма двигунами OHC з повітряним охолодженням і часто використовувалися як спортивні автомобілі, а також як економічні сімейні автомобілі. Переважно легкосплавні двигуни були дуже жвавими та дуже надійними. Схема OHC була досить просунутою для того часу для невеликого сімейного автомобіля, оскільки більшість доморощених автомобілів все ще використовували менш ефективні двигуни з штовхачами. У поєднанні з невеликою загальною вагою, відмінною керованістю та проходженням поворотів, як NSU 1000, так і набагато потужніший NSU 1200 TT/TTS перевершили багато спортивних автомобілів. У січні 1967 року Prinz 1000 втратив частину назви «Prinz», ставши просто NSU 1000 або 1000 C в залежності від комплектації. Він має 40 PS (29 кВт) DIN, тоді як 1200 TT має 65 PS (48 кВт) DIN, а найпотужніша версія TTS має 70 PS (51 кВт) DIN лише з одного літра. Модель 1000 отримала великі овальні фари, в той час як більш спортивні версії TT мають подвійні круглі фари, встановлені в одній рамі. Перший 1000 TT мав 55 PS (40 кВт) DIN і використовує двигун, вперше представлений у більшому NSU Typ 110.

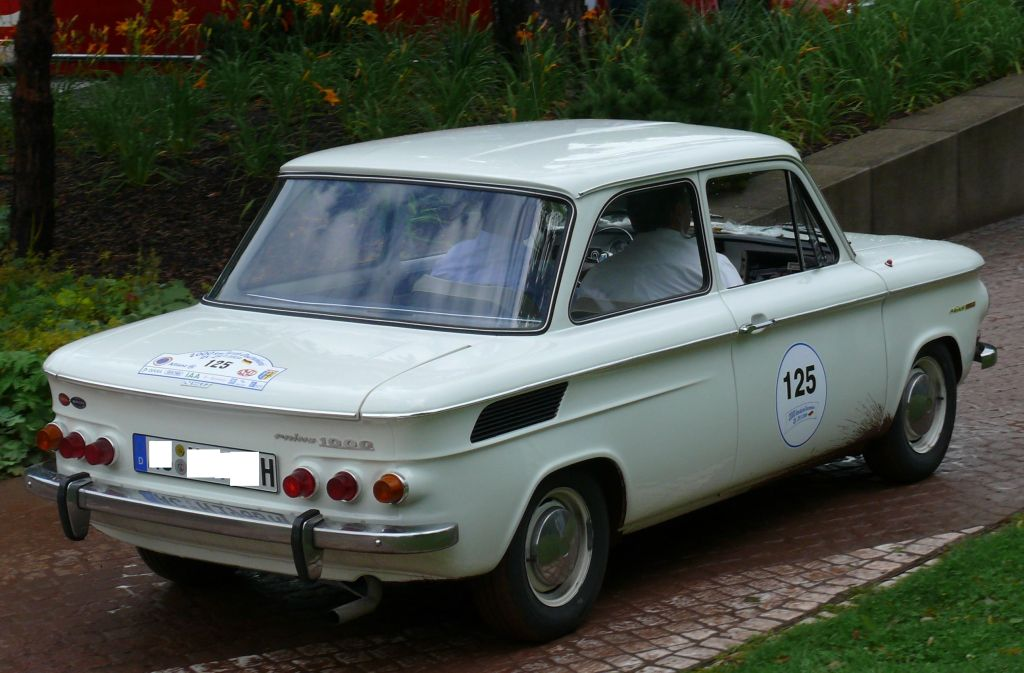
NSU Prinz 1000

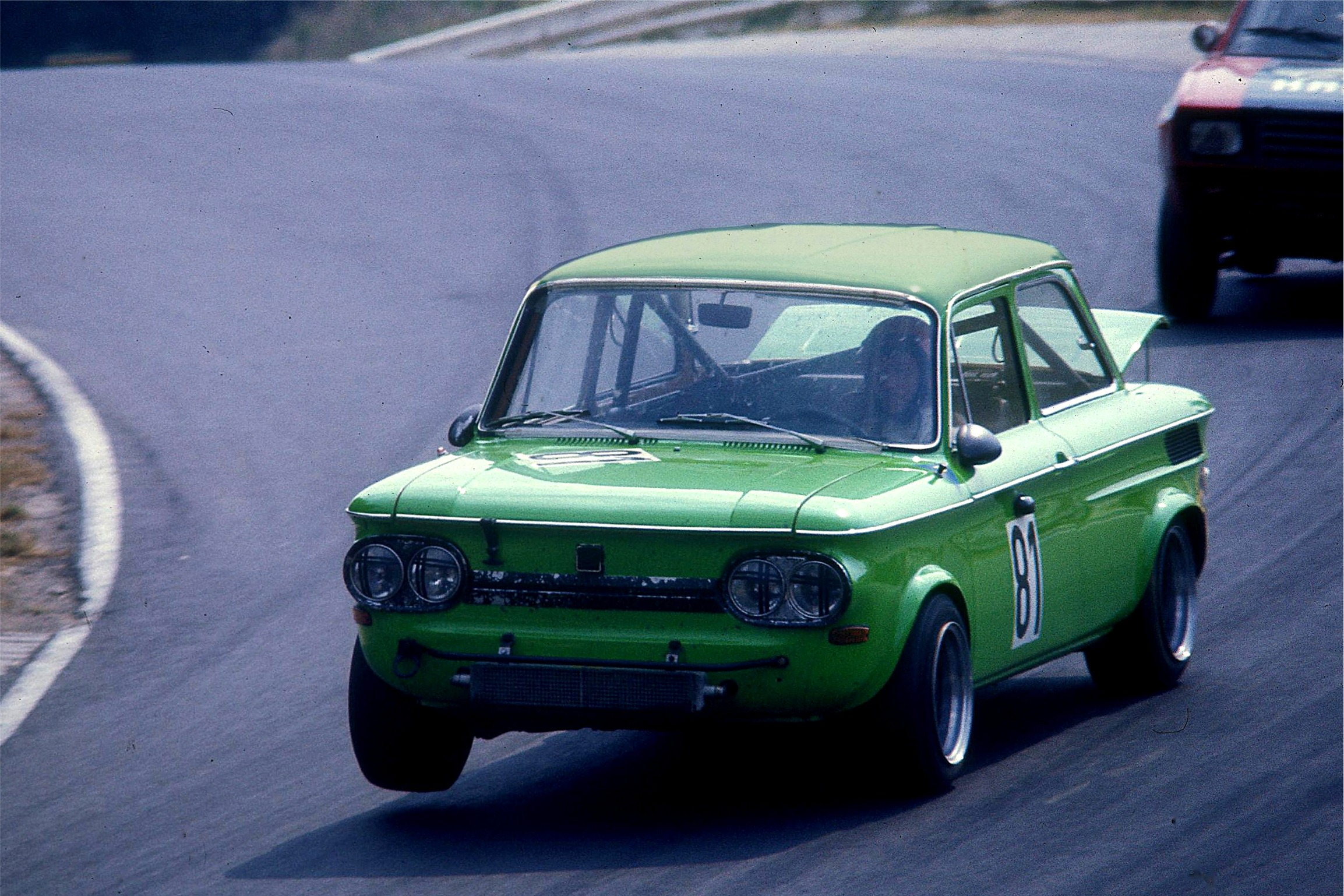
NSU TTS у 1976 році під час практики для Гран-прі Touring Car на Нюрбургринг

NSU Prinz 1000 TT був побудований в 14'292 екземплярах в період з 1965 по 1967 рік, коли він був замінений на TT з більшим двигуном. Їх, з 1,2-літровим двигуном, було побудовано до липня 1972 року загалом 49'327 екземплярів. TT можна впізнати за широкою чорною смугою між фарами. TTS був побудований спеціально для змагань, досягаючи успіху як у підйомах на пагорб, так і в кільцевих гонках. Він має фронтальний масляний радіатор і був побудований у 2402 екземплярах з лютого 1967 року по липень 1971 року. Коли він був вперше представлений, його коротко назвали «Prinz 1000 TTS». У продажу також була доступна змагальна модель TTS потужністю 83 PS (61 кВт). Виробництво Typ 67a (NSU 1000) було припинено в грудні 1972 року.
У 1965 році була додана ще більша модель, що спочатку називалася Typ 110, а з 1967 року як NSU 1200. Вона пропонувла більше простору, тому була кращим сімейним автомобілем, але не була таким спортивним, як менші моделі, бо NSU 1200TT використовував двигун об'ємом 1200 см³ від моделі 1200, але у меншому кузові NSU 1000.

### Кінець виробництва
Коли NSU була придбана Volkswagen у 1969 році, вона була об'єднана з Auto Union AG. Раніше Auto Union була поглинена VW в 1964 році і виробляла автомобілі середнього розміру, відродивши марку Audi. Назва нової компанії змінилася на Audi NSU Auto Union AG. Невеликі задньомоторні NSU були зняті з виробництва в 1973 році, оскільки були потрібні виробничі потужності для більших і прибутковіших Audi. Наступником NSU Prinz став передньопривідний Audi 50, пізніше перейменований на Volkswagen Polo.

## Споріднені моделі

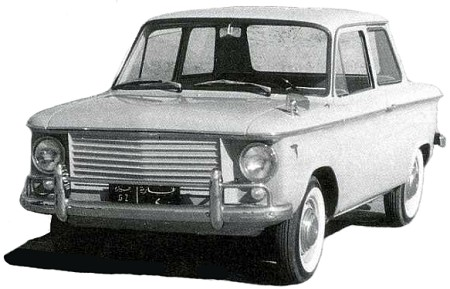
Nasr Ramses II

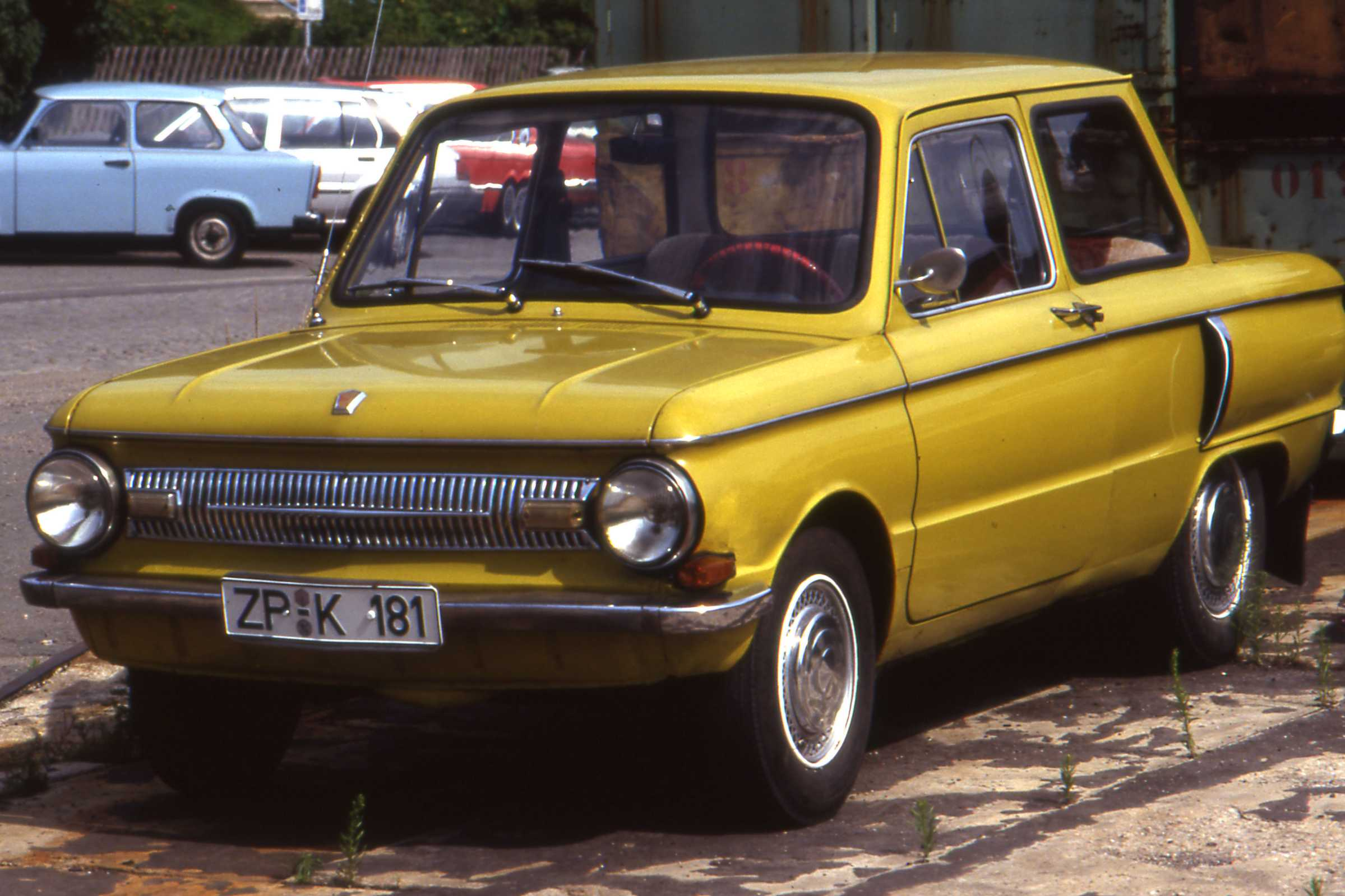
ЗАЗ Zaporojets 966

За ліцензією Prinz вироблявся в Сараєво, Югославія (нині Боснія і Герцеговина), компанією NSU-Pretis (Preduzeće Tito Sarajevo). Було виготовлено близько 15'000 транспортних засобів.
Prinz також вироблявся в Аргентині компанією Autoar, виготовляючи в основному моделі Prinz II і Prinz III / 30. Всього в період з 1959 по 1963 рік було побудовано 2432 одиниці. Кажуть було імпортовано лише 40—45 Sportprinz і кілька Prinz IV (менше 10).
Nasr Ramses був першим автомобілем, виробленим в Єгипті, і став результатом співпраці між новою єгипетською автомобільною фірмою Egyptian Light Transport Manufacturing Company і NSU. Фабрика розташовувалася прямо біля Великих пірамід. Планувалося виробляти близько 10 000 автомобілів на рік, більша частина роботи припадала на ручну працю.
4-циліндровий двигун Prinz з повітряним охолодженням був адаптований Фрідлем Мюнхом (Friedl Münch) у 1966 році для мотоцикла Münch Mammut, зібраного вручну, найшвидшого та найдорожчого мотоцикла у виробництві.
В Уругваї Prinz 4 був побудований компанією Nordex S.A., а нова модель, P6, поєднала в собі двигун і механіку моделі NSU з іншим кузовом, повністю переробленим Карлосом Сотомайором. З 1970 року P10 був побудований як наступна модель NSU P6. Він мав більший двигун NSU Prince 1000 і подовжену колісну базу на 21 см.
У листопаді 1966 року совєтський виробник автомобілів ЗАЗ представив новий тип кузова щоб змінити свою модель 1960 року Запорожець 965, схожу кузовом на Fiat 600. Механіка нового ЗАЗ-966 була повністю совєтського походження, а ось дизайн кузова змодельований за зразком Prinz 4, з трохи іншими габаритами. Цей кузов зберігся й на моделі ЗАЗ-968, яка залишалася у виробництві до 1994 року.